# Varaždinsko-zagorska A nogometna liga 1974./75.
Varaždinsko-zagorska A liga je predstavljala prvi stupanj Varaždinsko-zagorske nogometne lige u sezoni 1974./75. Sudjelovalo je 16 klubova, a prvak je bilo "Trnje" iz Trnovca. 
 
Po završetku sezone, liga je ukinuta.

## Ljestvica
| mj. | klub                     | ut. | pob. | ner. | por. | gol+ | gol- | bod |
| --- | ------------------------ | --- | ---- | ---- | ---- | ---- | ---- | --- |
| 1.  | Trnje Trnovec            | 30  | 20   | 5    | 5    | 89   | 34   | 45  |
| 2.  | Udarnik Kućan Gornji     | 30  | 17   | 6    | 7    | 73   | 44   | 40  |
| 3.  | Rudar Mihovljan          | 30  | 15   | 9    | 6    | 57   | 34   | 39  |
| 4.  | Dubravka Turčin          | 30  | 15   | 8    | 7    | 65   | 37   | 38  |
| 5.  | Sloboda Varaždin         | 30  | 14   | 10   | 6    | 62   | 38   | 38  |
| 6.  | Metalac Ladanje          | 30  | 17   | 3    | 10   | 85   | 67   | 37  |
| 7.  | Oštrc Zlatar             | 30  | 13   | 7    | 10   | 62   | 57   | 33  |
| 8.  | Zagorka Bedekovčina      | 30  | 13   | 4    | 13   | 73   | 63   | 20  |
| 9.  | Borac Donja Stubica      | 30  | 12   | 6    | 12   | 57   | 62   | 30  |
| 10. | Ivančica Ivanec          | 30  | 12   | 5    | 13   | 56   | 53   | 29  |
| 11. | Zelengaj Kućan Donji     | 30  | 13   | 3    | 14   | 57   | 79   | 29  |
| 12. | Rudar Dubrava Zabočka    | 30  | 10   | 7    | 13   | 61   | 61   | 27  |
| 13. | Marof (Novi Marof)       | 30  | 11   | 4    | 15   | 49   | 57   | 26  |
| 14. | Ivančica Zlatar Bistrica | 30  | 6    | 7    | 17   | 48   | 82   | 19  |
| 15. | Proleter Lepoglava       | 30  | 3    | 8    | 19   | 37   | 68   | 14  |
| 16. | Plitvica Črnec           | 30  | 1    | 4    | 25   | 37   | 122  | 6   |

- Ladanje – danas podijeljeno na Donje Ladanje i Gornje Ladanje. "Metalac" (danas "Rudar 47") je iz Donjeg Ladanja
- Črnec – tadašnji naziv za Črnec Biškupečki

## Rezultatska križaljka
| kratica | klub                     | BOR | DUB | IVI | IVZB | MAR | MET | OŠT | PLI | PRO | RUDZ | RUM | SLO | TRNJ | UDA | ZAG | ZEL |
| --- | ------------------------ | --- | --- | --- | ---- | --- | --- | --- | --- | --- | ---- | --- | --- | ---- | --- | --- | --- |
| BOR | Borac Donja Stubica      |     |     |     |      |     |     |     |     |     |      |     |     |      |     |     |     |
| DUB | Dubravka Turčin          |     |     |     |      |     |     |     |     |     |      |     |     |      |     |     |     |
| IVI | Ivančica Ivanec          |     |     |     |      |     |     |     |     |     |      |     |     |      |     |     |     |
| IVZB | Ivančica Zlatar Bistrica |     |     |     |      |     |     |     |     |     |      |     |     |      |     |     |     |
| MAR | Marof (Novi Marof)       |     |     |     |      |     |     |     |     |     |      |     |     |      |     |     |     |
| MET | Metalac Ladanje          |     |     |     |      |     |     |     |     |     |      |     |     |      |     |     |     |
| OŠT | Oštrc Zlatar             |     |     |     |      |     |     |     |     |     |      |     |     |      |     |     |     |
| PLI | Plitvica Črnec           |     |     |     |      |     |     |     |     |     |      |     |     |      |     |     |     |
| PRO | Proleter Lepoglava       |     |     |     |      |     |     |     |     |     |      |     |     |      |     |     |     |
| RUDZ | Rudar Dubrava Zabočka    |     |     |     |      |     |     |     |     |     |      |     |     |      |     |     |     |
| RUM | Rudar Mihovljan          |     |     |     |      |     |     |     |     |     |      |     |     |      |     |     |     |
| SLO | Sloboda Varaždin         |     |     |     |      |     |     |     |     |     |      |     |     |      |     |     |     |
| TRNJ | Trnje Trnovec            |     |     |     |      |     |     |     |     |     |      |     |     |      |     |     |     |
| UDA | Udarnik Kućan Gornji     |     |     |     |      |     |     |     |     |     |      |     |     |      |     |     |     |
| ZAG | Zagorka Bedekovčina      |     |     |     |      |     |     |     |     |     |      |     |     |      |     |     |     |
| ZEL | Zelengaj Kućan Donji     |     |     |     |      |     |     |     |     |     |      |     |     |      |     |     |     |
| |                          |     |     |     |      |     |     |     |     |     |      |     |     |      |     |     |     |
| podebljan rezultat - utakmice od 1. do 15. kola (1. utakmica između klubova) rezultat normalne debljine - utakmice od 16. do 30. kola (2. utakmica između klubova) rezultat nakošen - nije vidljiv redoslijed odigravanja međusobnih utakmica iz dostupnih izvora rezultat smanjen * - iz dostupnih izvora nije uočljiv domaćin susreta prekrižen rezultat - poništena ili brisana utakmica p - utakmica prekinuta 3:0 p.f. / 0:3 p.f. - rezultat 3:0 bez borbe |                          |     |     |     |      |     |     |     |     |     |      |     |     |      |     |     |     |

 Izvori: 

## Unutarnje poveznice
- Varaždinsko-zagorska B liga 1974./75.
- Zagrebačka zona 1974./75.